# Michael Kimmel (Soziologe)

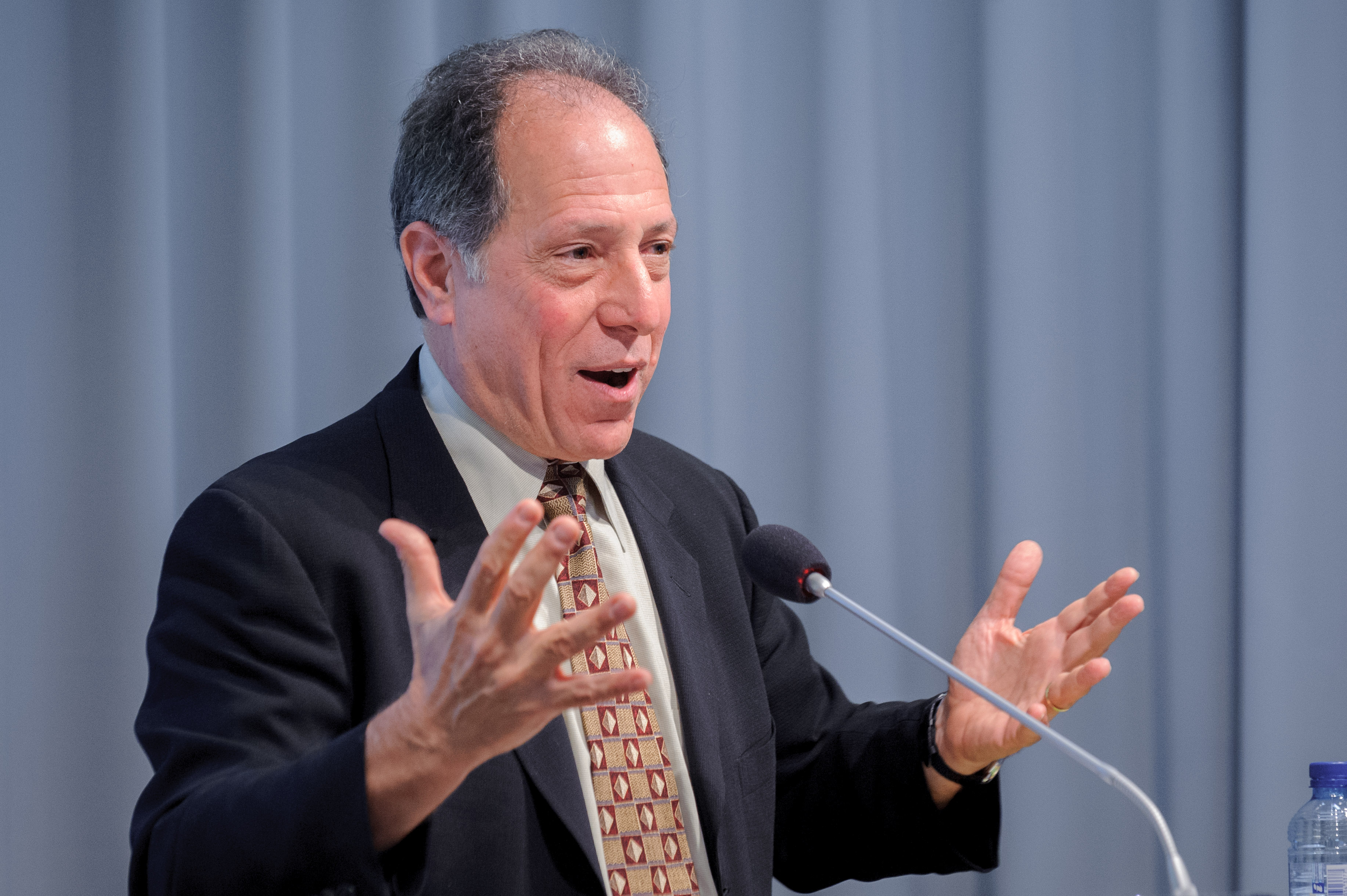
Michael Kimmel, 2012

Michael Scott Kimmel (* 26. Februar 1951 in New York City) ist ein US-amerikanischer Soziologe und Professor für Soziologie an der Stony Brook University in New York.

## Leben
Kimmel entstammt einer säkularen jüdischen Familie, machte 1972 seinen Bachelor am Vassar College, 1974 seinen Master an der Brown University und erwarb 1981 seinen Ph.D. an der University of California (Berkeley).
Kimmels Schwerpunkte in Forschung, Lehre und Publikationen sind Männerforschung, Gender Studies und Sexualität sowie politische und soziale Bewegungen. Er ist langjähriger Feminist und gibt die International Encyclopedia of Men and Masculinities und The Handbook of Studies on Men and Masculinities heraus und ist Sprecher der Vereinigung Nationale Organisation für Männer gegen Sexismus (NOMAS). 2013 gründete er ein eigenes Zentrum für die Forschung an Männern und Männlichkeiten. Aktuell plant er dort einen Masterstudiengang für „Masculinity Studies“.
2018 erregte die Behauptung einer Studentin Aufsehen, welche angab, von Kimmel sexuell belästigt worden zu sein.

## Schriften

### Bücher
- Angry White Men. American Masculinity at the End of an Era, Nation Books 2013, 2014[4][7]
- The History of Men: Essays on the History of American and British Masculinities. State University of New York Press, New York 2005, ISBN 0-7914-6340-0.
- mit Michael Kaufman: The Guy’s Guide to Feminism. Seal PR-Feminist, 2011, ISBN 978-1-58005-362-4.
- als Hrsg. mit Jeff Hearn und Robert W. Connell: Handbook of Studies on Men and Masculinities. Sage Publications, 2004.
- Michael Kimmel, Amy Aronson (Hrsg.): Men & Masculinities: A Social, Cultural, and Historical Encyclopedia. Vol. 1. ABC-CLIO, Santa Barbara CA 2004, ISBN 1-57607-774-8 (englisch, Michael Kimmel und Amy Aronson).
- The Gendered Society. Oxford University Press, 2000.
- Manhood in America: A Cultural History. Free Press, 1996. Review (englisch)
- The Politics of Manhood. Temple University Press, 1995. (Review, englisch)
- mit Michael Messner: Men’s Lives. Macmillan, 1989, 1992, 1995.
- Against the Tide: Pro-Feminist Men in the U.S., 1776–1990. Beacon, 1992.
- Men Confront Pornography. Crown, 1990; New American Library, 1991.
- Revolution: A Sociological Perspective. Temple University Press, 1990.
- Absolutism and its Discontents: State and Society in 17th Century France and England. Transaction, 1988.
- Changing Men: New Directions in the Study of Men and Masculinity. Sage, 1987.

### Artikel
- Michael Kimmel, Tyson Smith: The Hidden Discourse of Masculinity in Gender Discrimination Law. In: Signs. Band 30, Nr. 3, 2005, S. 1827–1849.

Michael Kimmel im Interview
- „Gleichheit ist nicht Unterschiedslosigkeit, sondern Wertschätzung von Differenzen“. Michael Kimmel im Gespräch mit Alexander Bentheim und Marc Gärtner. In: Switchboard – Zeitschrift für Männer und Jungenarbeit. Nr. 155, Hamburg 2002.
- www.pbs.org Interview (englisch)